# Rapides des Cascades

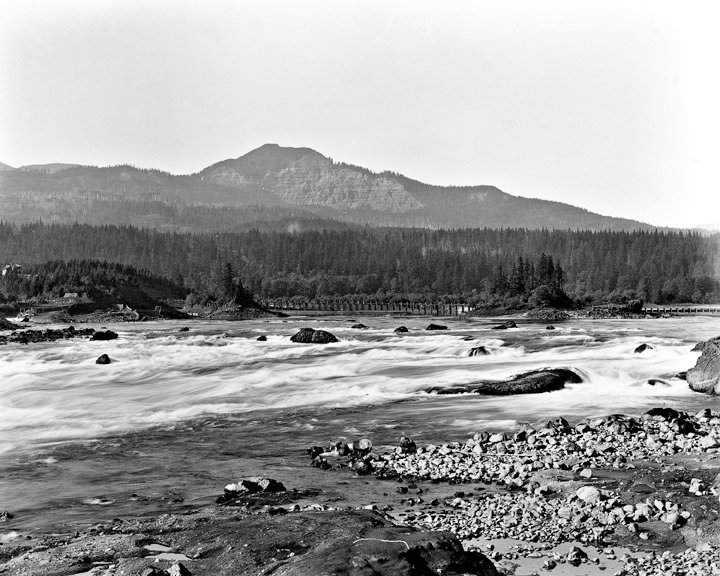
Rapides des Cascades. Les montagnes Greenleaf Peak et Red Bluffs sont visibles en arrière-plan.

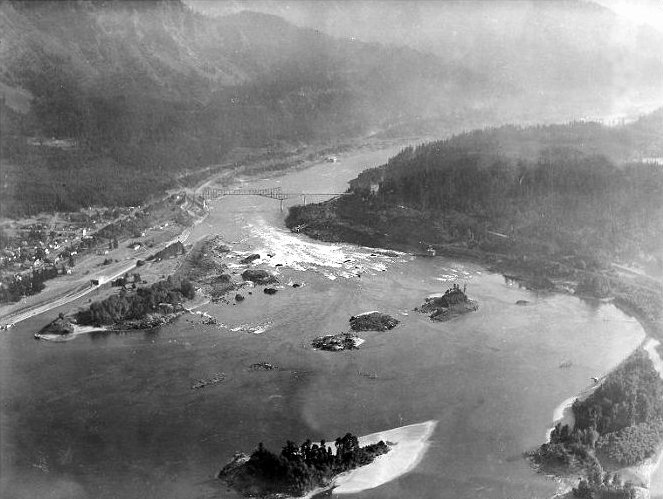
Rapides et écluses (8 septembre 1929).

Les Rapides des Cascades ou Cascades du Columbia (Cascades Rapids ou Cascades of the Columbia en anglais) étaient une zone de rapides sur le cours du fleuve Columbia au nord-ouest des États-Unis à la limite des États de Washington et de l'Oregon. Le fleuve descendait alors un dénivelé d'environ 13 mètres sur une distance d'environ 2 kilomètres. Ces rapides disparurent en 1937 à la suite de la création d'un barrage qui inonda la zone.
Les historiens considèrent que ces rapides (ou cascades) sont à l'origine du nom donné à la chaîne des Cascades qui traverse la région à proximité du Columbia. Les embarcations et leurs marchandises devaient à l'époque être transportés par voie terrestre pour éviter les rapides. Parfois, les bateaux étaient simplement tirés par des cordes sur le fleuve.

## Histoire
L'endroit des rapides était un lieu important de pêche pour les Amérindiens de la région. C'est à cet endroit qu'il essayait d'attraper les saumons qui remontaient le cours d'eau pour se reproduire.
Les membres de l'expédition Lewis et Clark furent gênés en avril 1806  par les rapides durant leur périple vers l'océan Pacifique. Meriwether Lewis écrivit de cet épisode :

« Nous nous décidâmes à transporter nos canoës en arrivant en haut des rapides, espérant que la pluie cesserait en soirée pour nous permettre de commencer le transport de nos marchandises. La zone de portage est une piste étroite et glissante de 2,5 km.   …quelques hommes devaient toujours rester à proximité des marchandises pour les protéger des Amérindiens Clah-clel-lah qui tournaient autour du camp en grand nombre. Ce sont les plus grands voleurs que nous ayons jamais pu rencontrer… Les canoës furent abîmés à cause de choc contre les rochers malgré toutes nos précautions… Beaucoup d'Amérindiens se trouvaient près de la rivière où nos hommes étaient occupés à transporter les canoës. L'un d'eux eut l'insolence de jeter des pierres sur deux hommes qui étaient un peu à l'écart des membres de l'expédition. Le soir, lors du retour de l'expédition au début des rapides, de nombreux Amérindiens étaient présents et paraissaient très mal disposés… »

Par la suite, d'autres conflits opposèrent les européens avec les tribus locales (Chinook). Les européens refusaient de reconnaître l'autorité des Amérindiens pour pouvoir passer dans la zone. Vers 1813-1814, des commerçants de fourrures employèrent la violence pour pouvoir passer. Bien que des approches diplomatiques furent mises en avant pour arranger ce problème, c'est surtout une épidémie de malaria dans les années 1830 qui décima les Amérindiens. Affaiblis, ces derniers ne présentaient plus un aussi gros danger pour les voyageurs de passage.
De plus, Fort Cascades, Fort Raines et Fort Lugenbeel furent construits entre les localités actuelles de Stevenson (Washington) et North Bonneville vers 1855-1856 pour protéger le transport à proximité des rapides. Fort Cascades fut détruit par les Amérindiens en 1856 mais fut ensuite reconstruit. Cette attaque accéléra la construction du Fort Lugenbeel.
Les rapides constituaient également un obstacle important pour les colons qui suivaient la piste de l'Oregon pour s'installer dans la région du Nord-Ouest Pacifique. Ils devaient alors se rendre à The Dalles pour pouvoir embarquer sur de petites embarcations qui les menaient plus à l'ouest. En 1845, Sam Barlow et ses associés construisirent la route Barlow qui passait au sud du mont Hood ce qui permettait aux colons d'éviter les rapides.

### Bateaux à vapeur

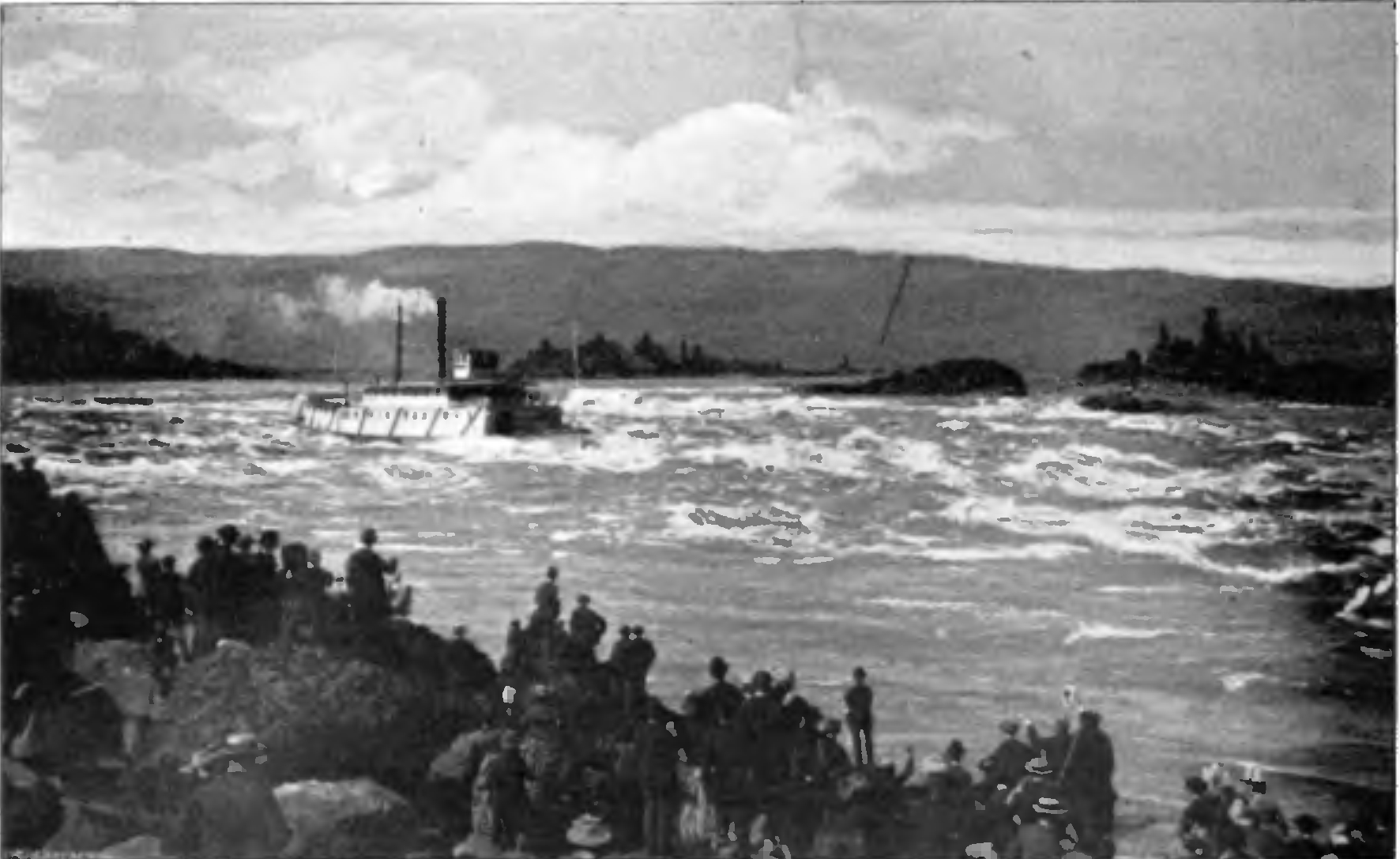
Le bateau à vapeur Hassalo sur les rapides du fleuve Columbia (26 mai 1888).

Les rapides posaient un réel problème pour la navigation. Les bateaux à vapeur ne pouvaient pas traverser cette zone pour se rendre plus en amont. Seulement quelques tentatives réussies furent réalisées dans le sens de la descente mais le risque d'accident était trop important. En 1896, un canal de déviation et un système d'écluses furent construits pour permettre aux bateaux de contourner la zone. Mais le projet qui supprima totalement le problème des rapides fut la construction en 1937 du barrage de Bonneville. Ce dernier inonda toute la zone des rapides. Un nouveau système d'écluses fut construit à proximité du barrage pour permettre au bateau de passer. Mais depuis cette année, les rapides ont disparu, recouverts par les eaux du lac de barrage.